# Guillem de Champeaux
Guillem de Champeaux (c. 1070 - 18 de gener de 1121, Châlons-en-Champagne) fou un teòleg i filòsof francès.
Estudià a París i a Compiègne. Ensenyà a París, a l'Escola catedralícia. Envers el 1108, assetjat pels atacs de Pere Abelard, abandonà l'ensenyament i fundà l'escola de sant Víctor a París, d'on sortí per ocupar el 1113 la seu episcopal de Châlons-en-Champagne, lloc on morí finalment el 1121.
Escrigué De Eucharistia, tal vegada també el De origine animae, i fou un dels primers que comentaren les Sentències de Pere Llombard, si bé d'una manera poc sistemàtica i pobre d'elements especulatius.

## Pensament
Sostingué dues teories diferents (també classificades en tres) i successives quant al problema dels universals:
1. Teoria de la identitat física: volent-se oposar al verbalisme de Roscelin de Compiègne, cau en l'extrem oposat del realisme exagerat: l'essència universal és una i idèntica a tots els individus, els quals només són modificacions accidentals de l'espècie, de la mateixa manera que aquesta és modificació accidental del gènere. Abelard atacà durament aquesta teoria, car d'ella caldria deduir-ne una espècie d'ubiqüitat de tots els individus en tots els llocs, a més que conduïa al panteisme. Vist això, Champeaux exposà la seva segona tesi.
2. Teoria de la indiferència: cada individu es distingeix dels altres pels accidents i per la mateixa essència, però tenen uns caràcters comuns indiferents per estar en un subjecte o en un altre, com la racionalitat, etc. En aquesta, tot i que s'abandona el realisme exagerat, es continua cercant l'universal en la realitat i no en el concepte que l'abstrau.
3. Hi ha estudiosos que distingeixen una tercera teoria que és pràcticament igual a la segona: la indiferència en què participen tots els individus és substituïda per la semblança, però continua cercant l'universal en la mateixa penetració realitat, tot i que en modera el primitiu realisme extrem.